# NGC 6165
NGC 6165 في الفهرس العام الجديد، هو نجم ثنائي، يقع في كوكبة مسطرة النقاش. اكتشف في 1 يوليو 1834 . بواسطة جون هيرشل .

## روابط خارجية
- NGC 6165 على موقع ويكي سكاي: DSS2, SDSS, GALEX, IRAS, Hydrogen α, X-Ray, Astrophoto, Sky Map, Articles and images